# Bocoa

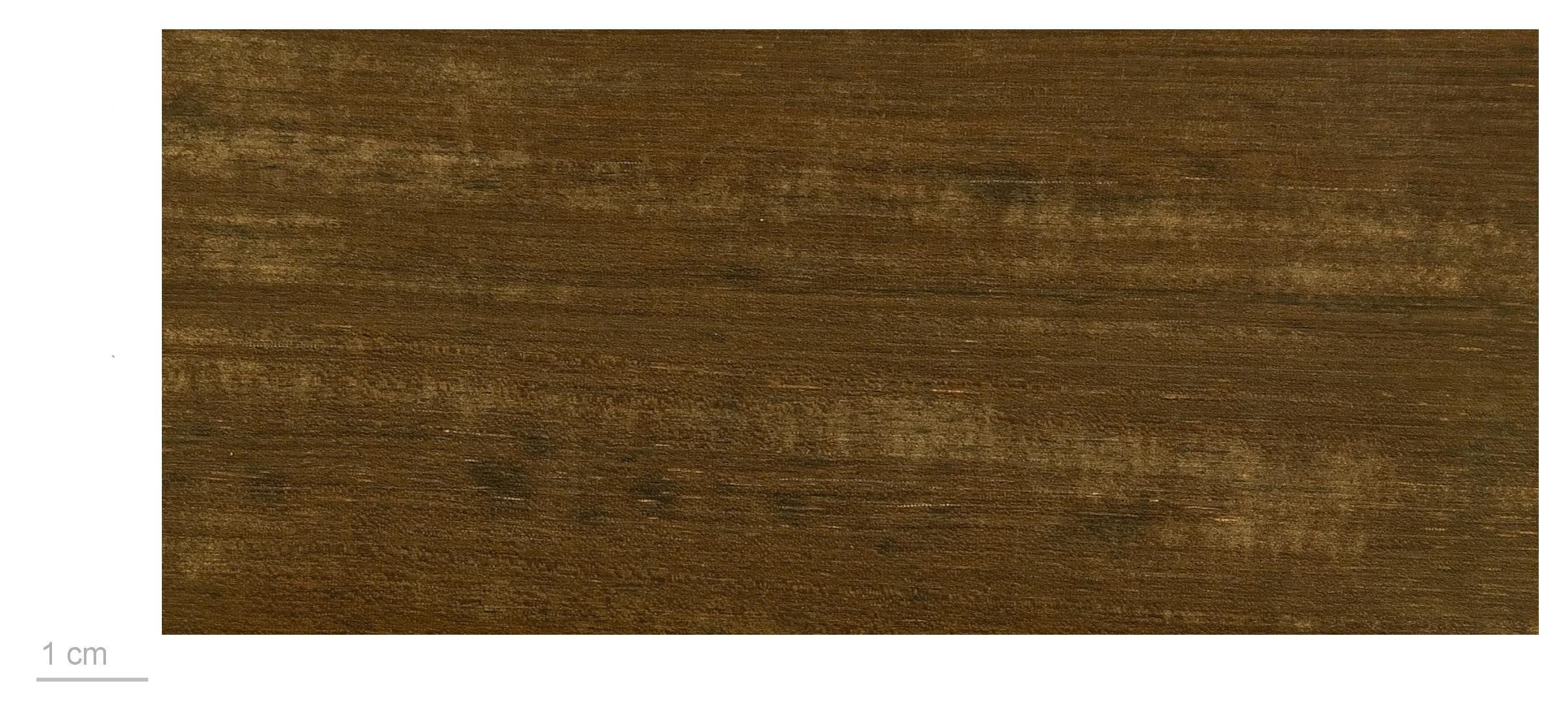
Bocoa prouacensis

Bocoa es un género de plantas con flores  perteneciente a la familia Fabaceae.
Comprende 10 especies descritas y de estas, solo 7 aceptadas.

## Taxonomía
El género fue descrito por Jean Baptiste Christophore Fusée Aublet y publicado en Histoire des Plantes de la Guiane Françoise 2(Suppl.): 38, pl. 391. 1775.

## Especies aceptadas
A continuación se brinda un listado de las especies del género Bocoa aceptadas hasta julio de 2014, ordenadas alfabéticamente. Para cada una se indica el nombre binomial seguido del autor, abreviado según las convenciones y usos.	
- Bocoa alterna (Benth.) Cowan
- Bocoa decipiens Cowan
- Bocoa limae Cowan
- Bocoa mollis (Benth.) Cowan
- Bocoa prouacensis Aubl.
- Bocoa racemulosa (Huber) Cowan
- Bocoa viridiflora (Ducke) Cowan